# Yu Kai-wen
Yu Kai-Wen (chinesisch 游凱文, Pinyin Yóu Kǎiwén; * 4. Januar 1988) ist ein taiwanischer Eishockeyspieler.

## Karriere
Yu Kai-Wen nahm für die Eishockeynationalmannschaft der Republik China in den Jahren 2008 und 2010 jeweils am IIHF Challenge Cup of Asia teil und gewann mit seinem Land beide Male das Turnier. Zudem stand er im Aufgebot seines Landes bei den Winter-Asienspielen 2011.

## Erfolge und Auszeichnungen
- 2008 Goldmedaille beim IIHF Challenge Cup of Asia
- 2008 Topscorer des IIHF Challenge Cup of Asia
- 2008 Bester Torschütze des IIHF Challenge Cup of Asia (gemeinsam mit Kim Loke)
- 2010 Goldmedaille beim IIHF Challenge Cup of Asia